# Tubiluchus vanuatensis
Espèce
Tubiluchus vanuatensis est une espèce de priapuliens de la famille des Tubiluchidae.

## Distribution
Cette espèce meiobenthique est endémique du Vanuatu. Elle se rencontre dans l'océan Pacifique.

## Étymologie
Son nom d'espèce, composé de vanuat[u] et du suffixe latin -ensis, « qui vit dans, qui habite », lui a été donné en référence au lieu de sa découverte, le Vanuatu.

## Publication originale
- Adrianov & Malakhov, 1991 : First findings of dwarf priapulids of the genus Tubiluchus  (Priapulida, Tubiluchidae) in Oceania (New-Hebrides). Zoologicheskii Zhurnal, vol. 70, no 12, p. 23-32.